# Ichirō Nodaïra
Ichirō Nodaïra (野平一郎; * 5. Mai 1953 in Tokio) ist ein japanischer Komponist, Pianist, Dirigent und Musikpädagoge.

## Leben
Nodaïra studierte an der Universität der Künste Tokio und setzte seine Ausbildung ab 1978 als Stipendiat der französischen Regierung am Pariser Konservatorium bei Henriette Puig-Roget, Betsy Jolas, Serge Nigg, Michél Philippot und Jean Koerner fort. Er erhielt hier Erste Preise in den Fächern Komposition, Musikanalyse und Klavierbegleitung. Darauf besuchte er Meisterkurse bei György Ligeti, Franco Donatoni, Peter Eötvös und Brian Ferneyhough. 1985 absolvierte er einen Kurs für Computermusik am IRCAM.
Nach dieser Ausbildung begann Nodaïra eine Laufbahn als Konzertpianist und Komponist. Er erhielt u. a. Kompositionsaufträge des Ensemble intercontemporain und des IRCAM und trat mit Orchestern wie dem Orchestre Philharmonique de Radio France, dem Tokyo Philharmonic Orchestra, dem Tokyo Metropolitan Orchestra und der London Sinfonietta auf. Von 1994 bis 2000 war er künstlerischer Leiter der von ihm gegründeten Tokyo Sinfonietta, mit der er Uraufführungen von Kompositionen Philippe Manourys, George Benjamins uns Matsudaira Yoritsunes sowie japanische Erstaufführungen von Werken György Ligetis und Tōru Takemitsus gab. In der Saison 2005–06 hatte er die künstlerische Leitung der AOI Hall in Shizuoka inne. Seit 1990 unterrichtete er an der Universität der Künste in Tokio, ab 2009 bis zu seiner Emeritierung 2021 als Professor.
Nodaïras Konzert für elektrische Gitarre und Orchester Fire Strings wurde 2002 von Steve Vai uraufgeführt. Die Uraufführung seiner Oper Madrugada nach einem Libretto von Barry Gifford fand 2005 unter der Leitung von Kent Nagano in Deutschland statt. Die Komposition Iki-no-michi für Saxophon und Computer wurde 2012 am Centre Georges-Pompidou uraufgeführt. 2015 komponierte er zum 70. Jahrestag der Atombombenabwurfes auf Hiroshima Paroles de paix ; une colombe s‘envole. Die Aufführung des Werkes durch das Orchestre Symphonique de Montréal unter Kent Nagano begann nach dem Erklingen der Friedensglocke zur Uhrzeit des Bombenabwurfes und wurde direkt nach Hiroshima übertragen.

## Werke
- Quintette für Klavier und Streichquartett (1978)
- Arabesque III für Saxophon und Klavier (1981)
- Arabesque IV für Klavier (1982)
- Texture du délire I für Ensemble (1982)
- Arabesque V für Tuba und Klavier (1983)
- Messages 1 für Harfe (1985)
- Quatuor de saxophones (1986)
- La Nuit sera blanche et noire für Flöte und Klavier (1988)
- Le Tourbillon du labyrinthe für Flöte und Klavier (1988)
- Temps tissé für Bläserensemble und Perkussion (1990)
- La Corde du feu für elektrische Gitarre und Kammerorchester (1990) oder Orchester (2002)
- Miniature für zwei Flöten, Klarinette, Violine und Klavier (1991)
- Arabesque II für Klavier (1991)
- Ecarts vers le défi für MIDI Piano, Ensemble und Elektronik (1991)
- Ecarts vers le défi für MIDI Piano (1993)
- Estampes pour jeune pianiste (1994)
- Concerto de chambre n°1 für Kammerorchester (1995)
- Concerto de chambre n°2 für 16 Instrumente (1995)
- Quatuor à cordes n°1 (1996)
- Trio du temps für Klarinette, Violine und Klavier (1996)
- Images für Cello und Klavier (1997)
- Une autre Lune für Ensemble (1999)
- Concerto pour piano (2001)
- Quatuor à cordes n°2 (2001)
- Pas de résonance für Klavier (2001)
- La Spirale du temps für Harfe (2002)
- In Memoriam T. für Klavier (2002)
- La Spirale du temps für Harfe (2002)
- Interlude n°2 – In memoriam T  für Klavier (2003)
- En plein air für Viola (2003)
- Triptyque für Orchester (2004)
- L’Art de la fugue, Transkription für Orchester (2004)
- Quatuor en hiver für Klavierquartett (2004)
- Texture du délire IV für Cello und Klavier (2004)
- Dashu no sho für Mezzosopran und Altsaxophon (2005)
- La Madrugada, Oper (2005)
- Suite de résonance für Cello und Orchester (2006)
- Enigme für Cello (2006)
- Interlude n°3 für Klavier (2006)
- Greeting Prelude für Streichorchester (2011)
- Piano Album for Children "The Trip for sounds" (2012)
- Iki-no-Michi (Les Voies du souffle) für Saxophon und Elektronik (2012)
- Paroles de paix ; une colombe s’envole für Chor und Streichensemble (2015)
- Distorsion du temps für Orchester (2016)
- Si-Mi für Klarinette und Klavier (2016)
- Transformation V pour 4 Cellos für vier Celli